# Thea Doelwijt
Theadora Christina Doelwijt nacida en Den Helder, Países Bajos el 3 de diciembre de 1938 es una escritora, poeta y periodista neerlandesa de ascendencia surinamesa. Su madre era neerlandesa y su padre surinamés; Thea viajó a Surinam en 1961 y trabajó para el periódico Suriname, la revista Moetete entre 1968 y 1969.

## Obra
- De speelse revolutie, 1967. La revolución lúdica
- Met weinig woorden, 1968. En pocas palabras, poesía
- Toen Mathilde niet wilde ..., 1972. Mientras Matilde no..., thriller
- Wajono, 1969.
- Land te koop, 1973
- Iris, 1987
- Kri! kra! Proza van Suriname, 1972
- Geen geraas of getier, 1974
- Rebirth in words, 1981
- Kainema de Wreker en de menseneters, 1977
- Op zoek naar Mari Watson, 1987
- Cora-o, 1988
- Diversity is power, 2007